# Navenne
Navenne est une commune française située en banlieue sud de Vesoul dans le département de la Haute-Saône, la région culturelle et historique de Franche-Comté et la région administrative Bourgogne-Franche-Comté
La ville fait partie de la communauté d'agglomération de Vesoul.

## Géographie

### Localisation

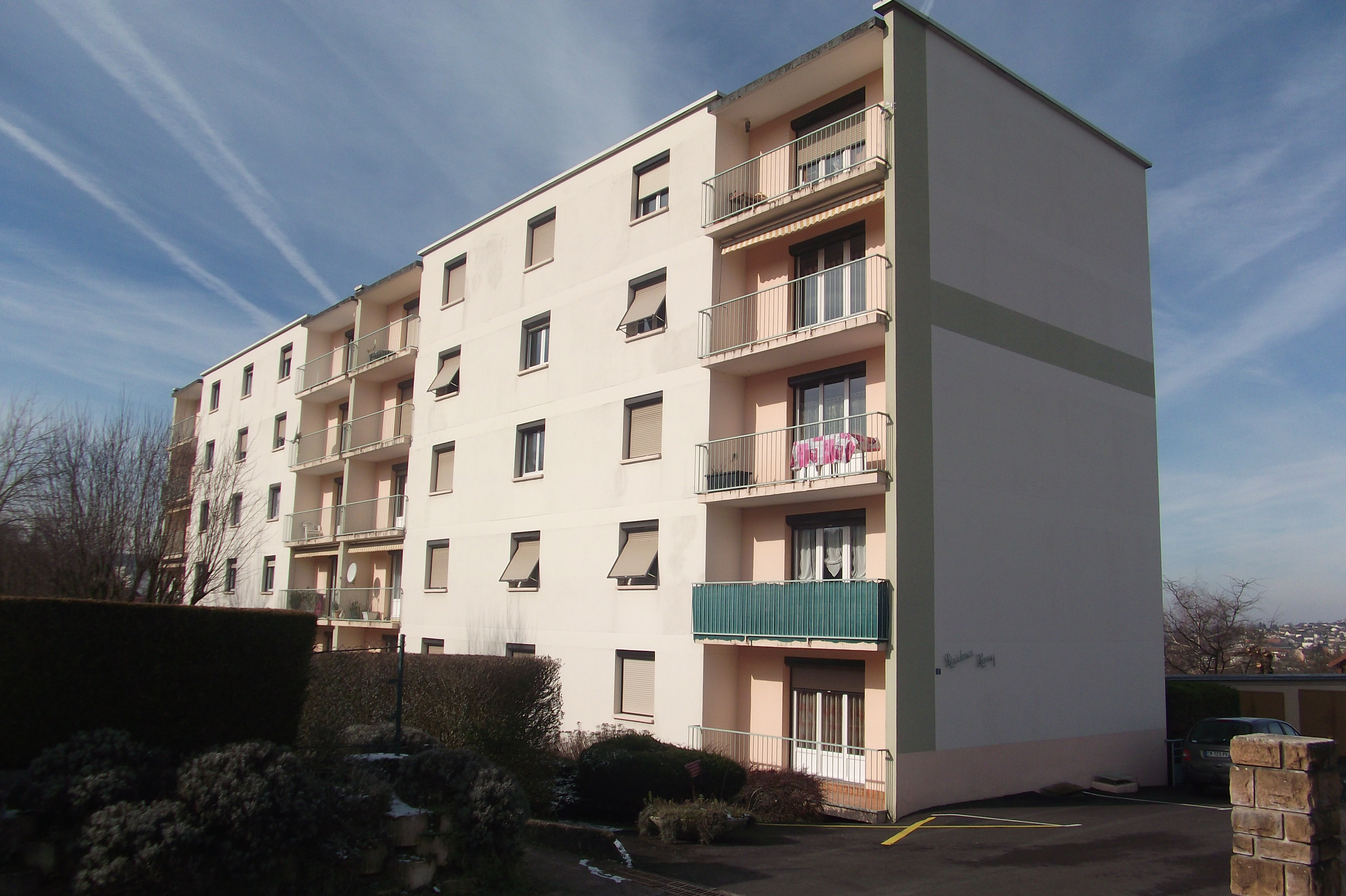
Une résidence de Navenne.

Navenne est située au centre de la Haute-Saône, en banlieue de Vesoul.
Le territoire de la commune est entouré de plusieurs plateaux (les 4 Sapins au sud, Cita à l'ouest, un autre plateau (Mont Martine) à l'est, culminants à environ 450 m). Un petit ruisseau prend sa source dans le jardin de l'ancienne maison de Suzanne Melk avant de se jeter dans le canal de dérivation de la Colombine.
La commune s'est constituée à partir de trois noyaux. Celui de Navenne, autour de l'église actuelle, celui construit autour du château de Graisse (maintenant centre de rééducation fonctionnelle, CRF) et celui « des Préslots » anciennement « des Vignes ». Vesoul a pris deux fois du territoire à Navenne, car autrefois Navenne allait jusqu'au pont du Durgeon longeant le théâtre Edwige-Feuillère puis jusqu'au gymnase Jean-Jaurès.

### Géologie
Le territoire communal repose sur le gisement de schiste bitumineux de Haute-Saône daté du Toarcien.

### Transports
La commune est desservie par la ligne régulière  8 , et par des services de transport à la demande (Moova la demande, Moova access et Moova flexo) du réseau de transports en commun Moova de la communauté d'agglomération de Vesoul.

### Climat
Pour des articles plus généraux, voir Climat de la Bourgogne-Franche-Comté et Climat de la Haute-Saône.
En 2010, le climat de la commune est de type climat de montagne, selon une étude du Centre national de la recherche scientifique s'appuyant sur une série de données couvrant la période 1971-2000. En 2020, Météo-France publie une typologie des climats de la France métropolitaine dans laquelle la commune est exposée à un climat semi-continental et est dans la région climatique  Lorraine, plateau de Langres, Morvan, caractérisée par un hiver rude (1,5 °C), des vents modérés et des brouillards fréquents en automne et hiver. 
Pour la période 1971-2000, la température annuelle moyenne est de 9,8 °C, avec une amplitude thermique annuelle de 17,2 °C. Le cumul annuel moyen de précipitations est de 1 139 mm, avec 13,5 jours de précipitations en janvier et 10,1 jours en juillet. Pour la période 1991-2020, la température moyenne annuelle observée sur la station météorologique de Météo-France la plus proche, « Frotey_sapc », sur la commune de Frotey-lès-Vesoul à 2 km à vol d'oiseau, est de 11,2 °C et le cumul annuel moyen de précipitations est de 914,2 mm. 
La température maximale relevée sur cette station est de 38,5 °C, atteinte le 25 juillet 2019 ; la température minimale est de −14,9 °C, atteinte le 20 décembre 2009,,. 
Les paramètres climatiques de la commune ont été estimés pour le milieu du siècle (2041-2070) selon différents scénarios d'émission de gaz à effet de serre à partir des nouvelles projections climatiques de référence DRIAS-2020. Ils sont consultables sur un site dédié publié par Météo-France en novembre 2022.

## Urbanisme

### Typologie
Au 1er janvier 2024, Navenne est catégorisée centre urbain intermédiaire, selon la nouvelle grille communale de densité à sept niveaux définie par l'Insee en 2022.
Elle appartient à l'unité urbaine de Vesoul, une agglomération intra-départementale regroupant huit  communes, dont elle est une commune de la banlieue,,. Par ailleurs la commune fait partie de l'aire d'attraction de Vesoul, dont elle est une commune du pôle principal,. Cette aire, qui regroupe 158 communes, est catégorisée dans les aires de 50 000 à moins de 200 000 habitants,.

### Occupation des sols
L'occupation des sols de la commune, telle qu'elle ressort de la base de données européenne d’occupation biophysique des sols Corine Land Cover (CLC), est marquée par l'importance des forêts et milieux semi-naturels (52,7 % en 2018), en augmentation par rapport à 1990 (49 %). La répartition détaillée en 2018 est la suivante : 
forêts (52,3 %), zones urbanisées (21,9 %), zones agricoles hétérogènes (21 %), cultures permanentes (4,4 %), milieux à végétation arbustive et/ou herbacée (0,3 %). L'évolution de l’occupation des sols de la commune et de ses infrastructures peut être observée sur les différentes représentations cartographiques du territoire : la carte de Cassini (XVIIIe siècle), la carte d'état-major (1820-1866) et les cartes ou photos aériennes de l'IGN pour la période actuelle (1950 à aujourd'hui).

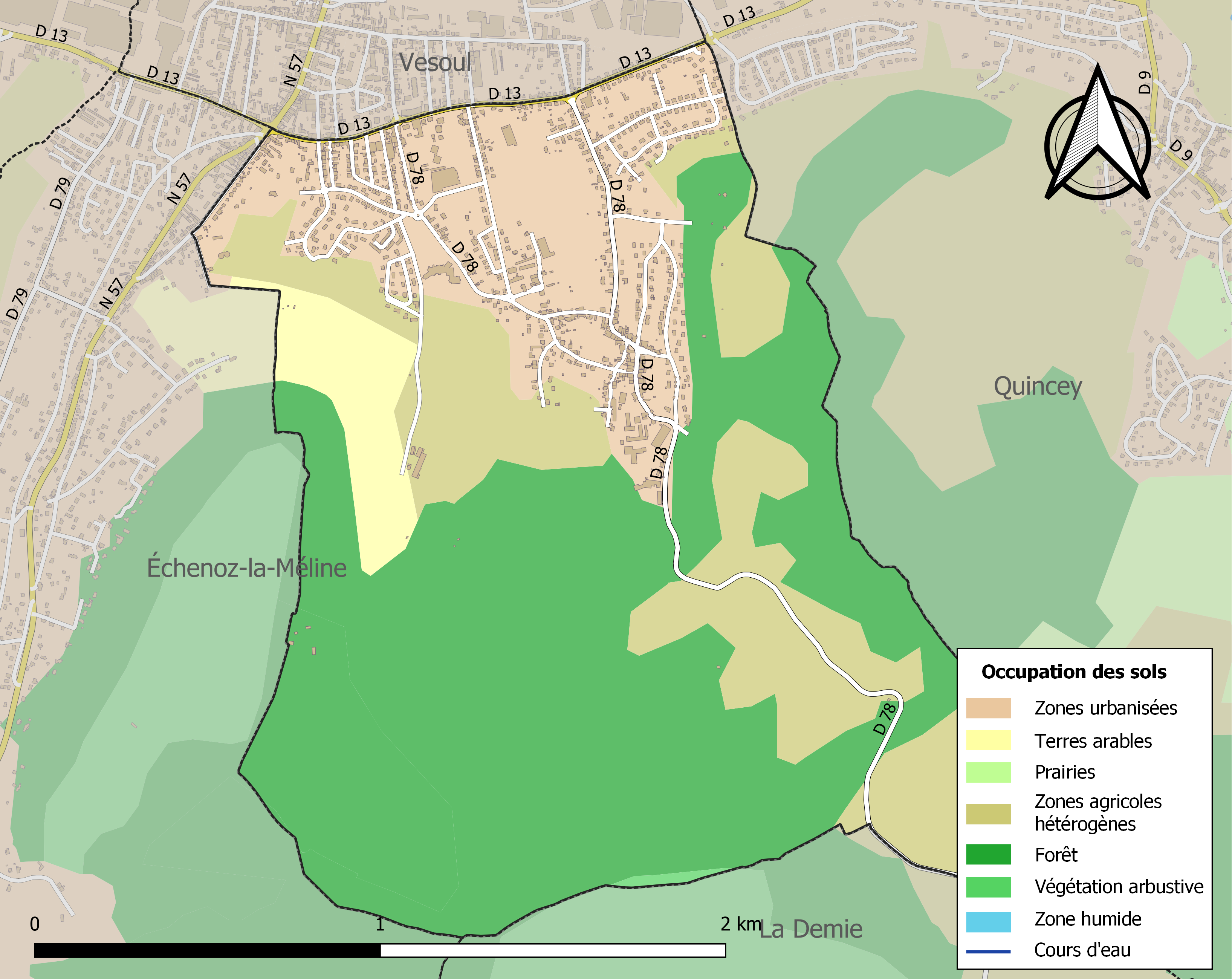
Carte des infrastructures et de l'occupation des sols de la commune en 2018 (CLC).

## Politique et administration

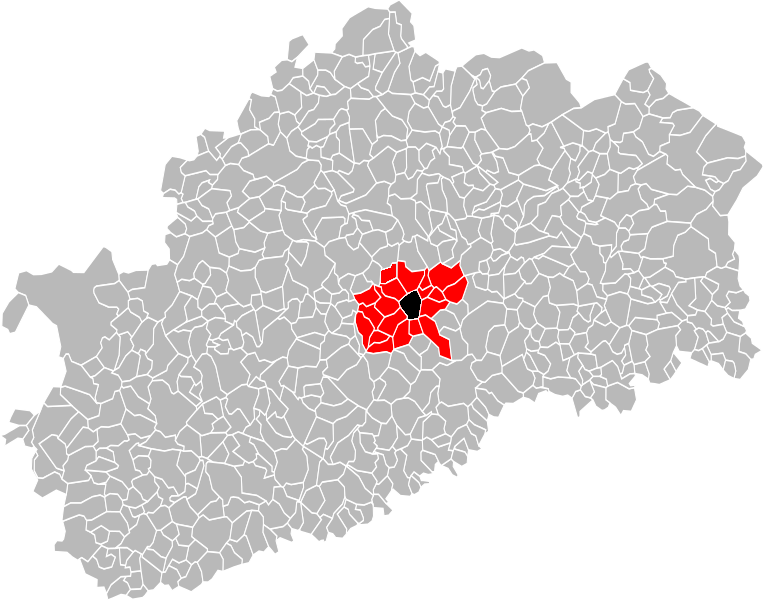
Carte départementale montrant en rouge les communes de la communauté d'agglomération de Vesoul.

### Rattachements administratifs et électoraux
La commune fait partie de l'arrondissement de Vesoul du département de la Haute-Saône, en région Bourgogne-Franche-Comté. Pour l'élection des députés, elle dépend de la première circonscription de la Haute-Saône.
Elle faisait partie depuis 1793 du canton de Vesoul. Celui-ci est scindé en 1973 et la commune intègre le canton de Vesoul-Est. Dans le cadre du redécoupage cantonal de 2014 en France, la commune fait désormais partie du canton de Vesoul-2.

### Intercommunalité
La commune  fait partie depuis 1969 du District urbain de Vesoul, transformé en 2001  en communauté de communes de l'agglomération de Vesoul, puis en 2012 la communauté d'agglomération de Vesoul, appartenant elle-même au pays de Vesoul et du Val de Saône.

### Liste des maires
| Période                                  | Période                       | Identité     | Étiquette | Qualité |
| ---------------------------------------- | ----------------------------- | ------------ | --------- | --- |
| Les données manquantes sont à compléter. |                               |              |           | |
| juin 1995                                | En cours (au 5 novembre 2016) | Alain Boudot | SE        | Comptable à la retraite Vice-président de la communauté d'agglomération de Vesoul (2008 → ) Réélu pour le mandat 2014-2020 |

## Population et société

### Démographie
L'évolution du nombre d'habitants est connue à travers les recensements de la population effectués dans la commune depuis 1793. Pour les communes de moins de 10 000 habitants, une enquête de recensement portant sur toute la population est réalisée tous les cinq ans, les populations de référence des années intermédiaires étant quant à elles estimées par interpolation ou extrapolation. Pour la commune, le premier recensement exhaustif entrant dans le cadre du nouveau dispositif a été réalisé en 2005.

En 2022, la commune comptait 1 591 habitants, en évolution de −4,73 % par rapport à 2016 (Haute-Saône : −1,4 %, France hors Mayotte : +2,11 %).
| 1793 | 1800 | 1806 | 1821 | 1831 | 1836 | 1841 | 1846 | 1851 |
| ---- | ---- | ---- | ---- | ---- | ---- | ---- | ---- | ---- |
| 300  | 304  | 374  | 372  | 404  | 446  | 503  | 514  | 518  |

| 1856 | 1861 | 1866 | 1872 | 1876 | 1881 | 1886 | 1891 | 1896 |
| ---- | ---- | ---- | ---- | ---- | ---- | ---- | ---- | ---- |
| 583  | 549  | 682  | 913  | 473  | 505  | 503  | 573  | 575  |

| 1901 | 1906 | 1911 | 1921 | 1926 | 1931 | 1936  | 1946  | 1954  |
| ---- | ---- | ---- | ---- | ---- | ---- | ----- | ----- | ----- |
| 591  | 660  | 738  | 764  | 802  | 896  | 1 044 | 1 186 | 1 258 |

| 1962  | 1968  | 1975  | 1982  | 1990  | 1999  | 2005  | 2006  | 2010  |
| ----- | ----- | ----- | ----- | ----- | ----- | ----- | ----- | ----- |
| 1 195 | 1 419 | 1 597 | 1 533 | 1 629 | 1 641 | 1 753 | 1 748 | 1 751 |

| 2015  | 2020  | 2022  | - | - | - | - | - | - |
| ----- | ----- | ----- | - | - | - | - | - | - |
| 1 675 | 1 605 | 1 591 | - | - | - | - | - | - |

### Enseignement
- École primaire, place de la Mairie à côté de la mairie.
- École maternelle, rue de la Liberté derrière la mairie.

### Santé
L'hôpital le plus proche est le centre hospitalier de Vesoul.

### Sports
La ville dispose d'un complexe sportif nommé complexe sportif Julien-Casoli, en hommage à l'athlète né à Navenne. Le complexe est composé de :
- terrain de football/handball ;
- terrain de tennis ;
- terrain de pétanque.

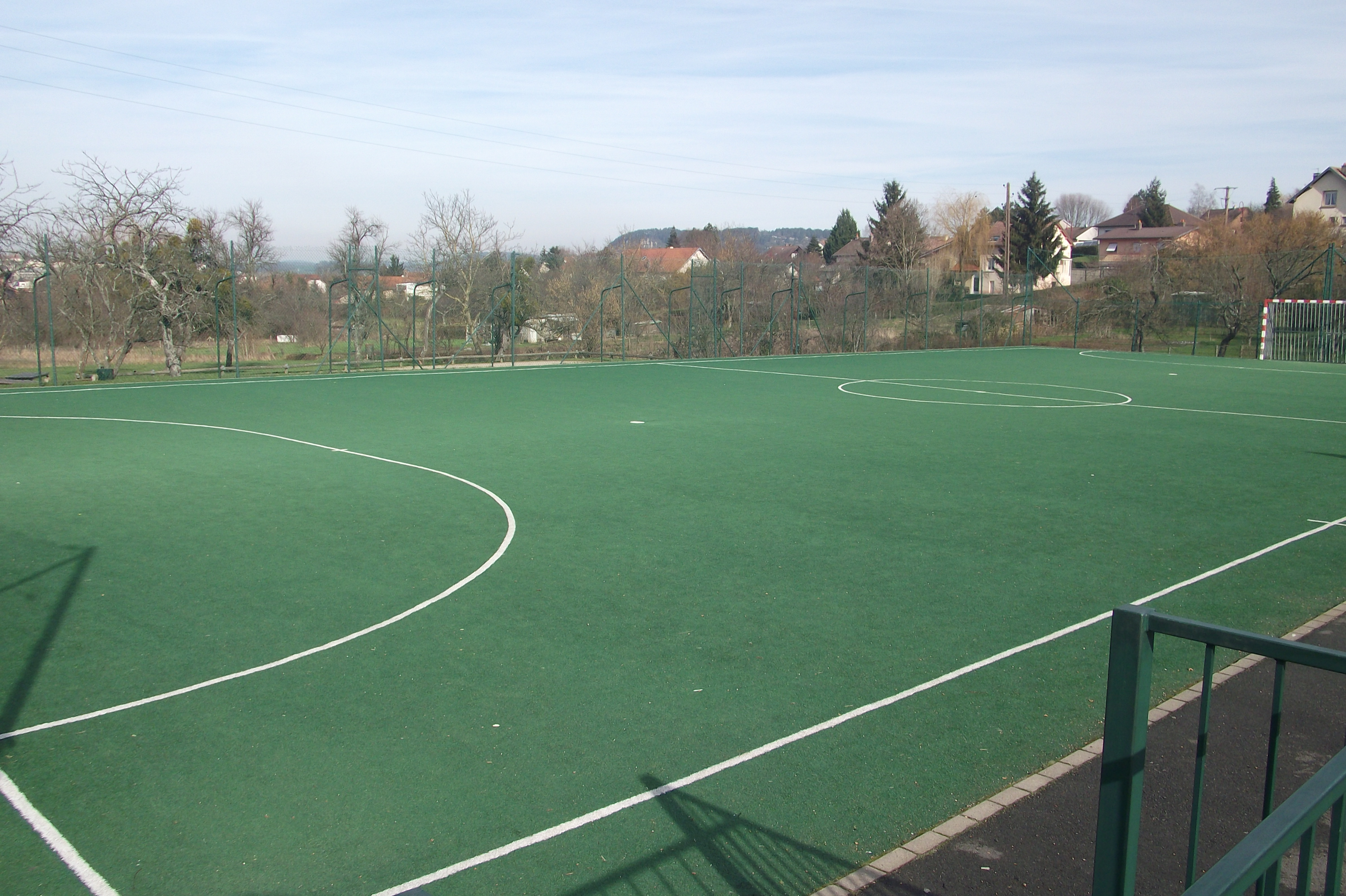
Un terrain de football de Navenne.
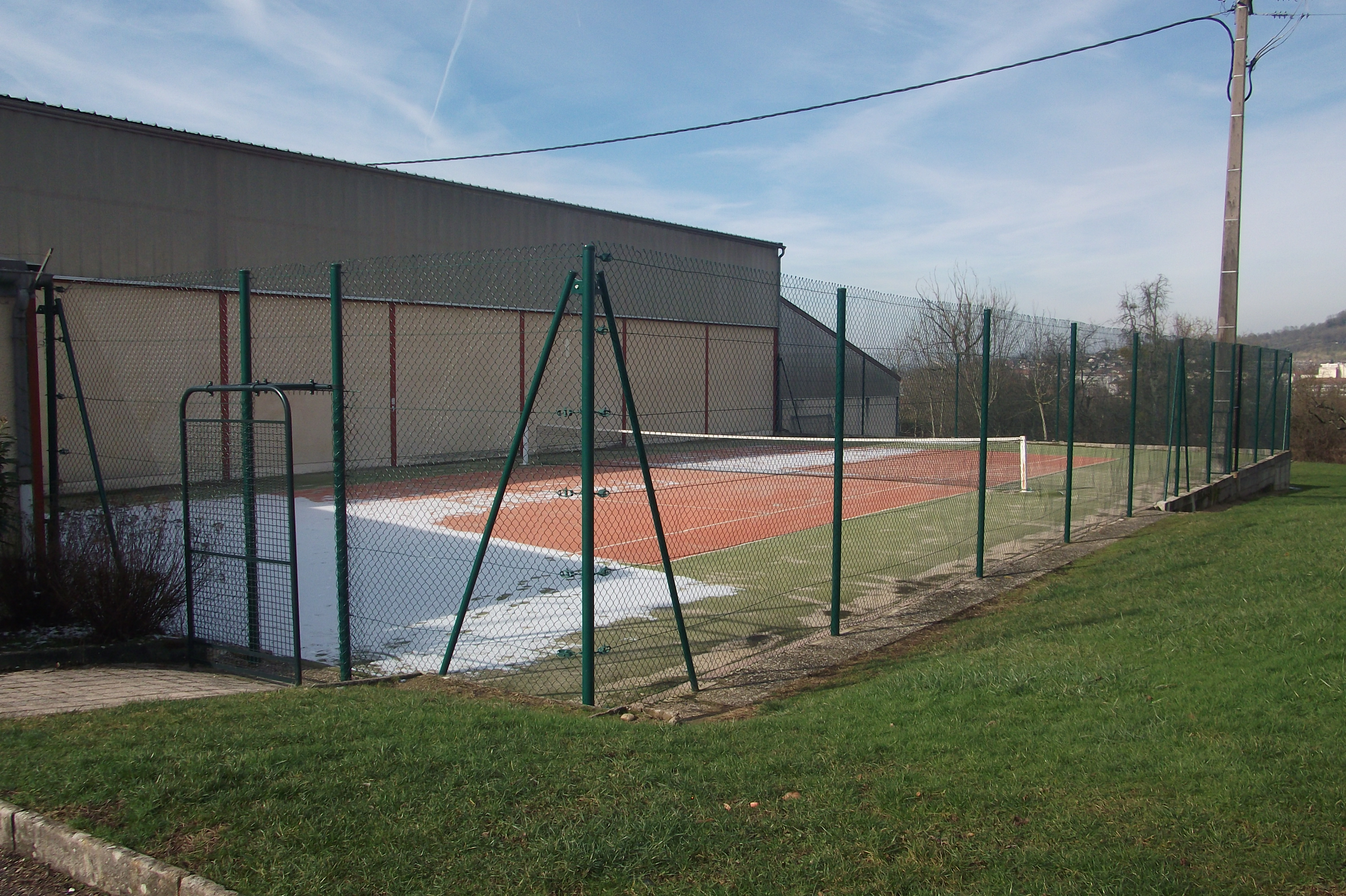
Un terrain de tennis de Navenne.
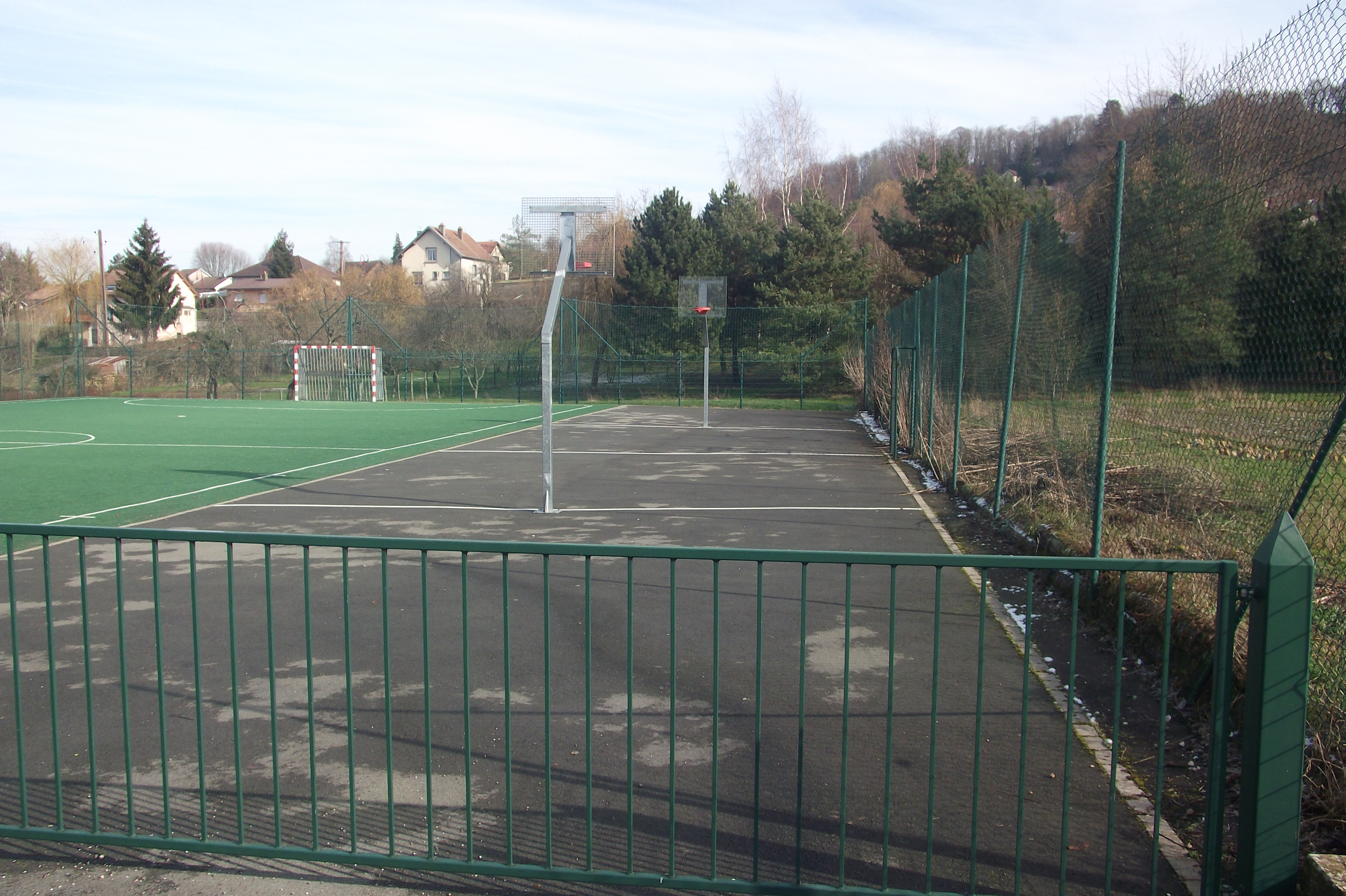
Un terrain de basket-ball de Navenne.
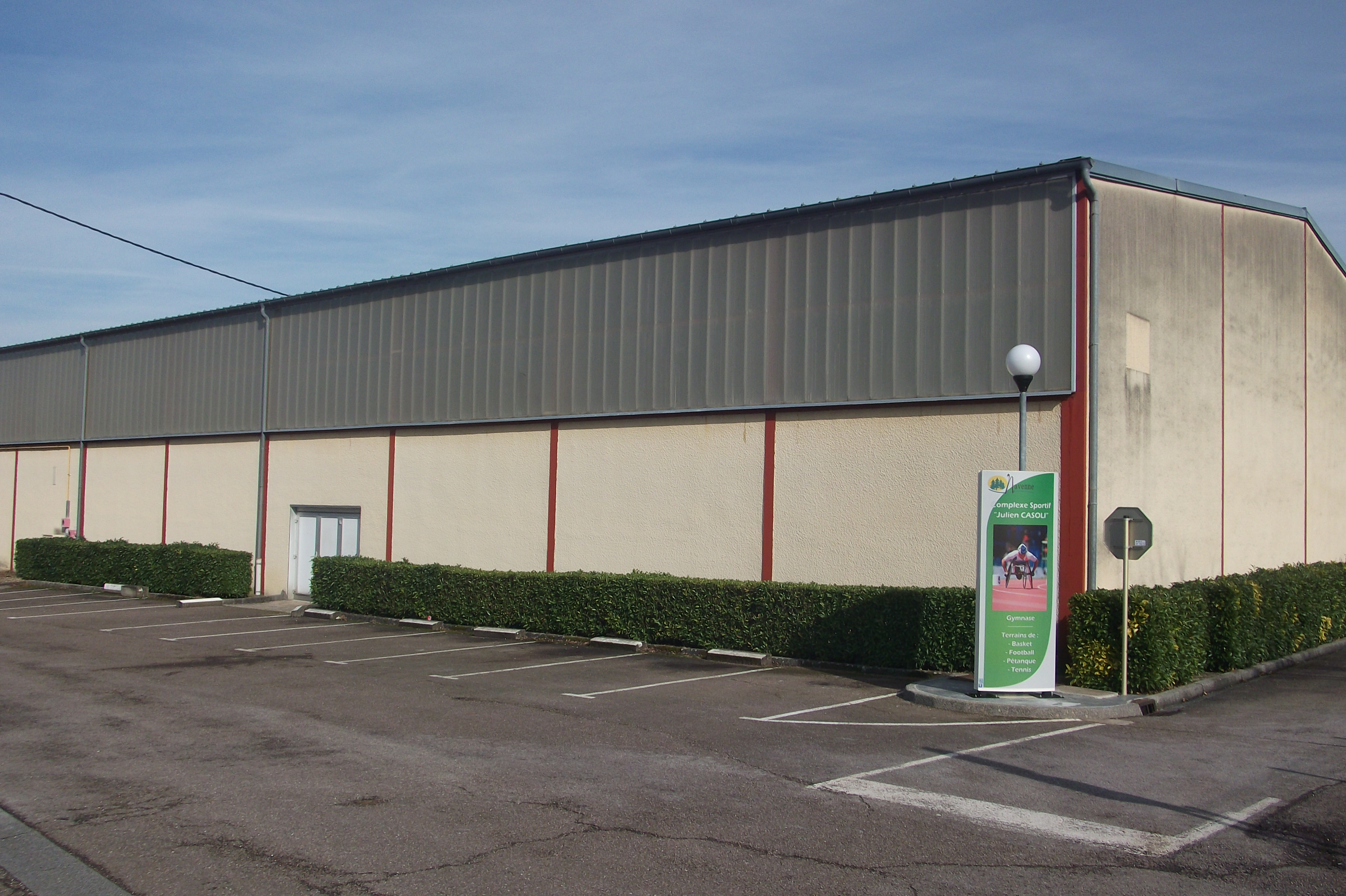
Le complexe sportif Julien-Casoli de Navenne.

Des épreuves des championnats de France de cyclisme sur route 2016 de Vesoul se sont déroulées les 23, 25 et 26 juin 2016 sur le territoire de la commune de Navenne.

### Vie associative
- Navenne Sport et Culture est une association sportive proposant à ses adhérents du futsal et diverses sorties (canoë-kayak...).
- Navenne en fête (animation de la commune, vide-grenier, repas dansant, marché artisanal, carnaval...).

## Économie

### Commerces et services
- Boulangeries-pâtisserises
- Cabinet médical
- Pharmacie
- Cabinet d'infirmières
- Prothésiste dentaire
- Centre de rééducation fonctionnelle
- Taxis
- Assureurs
- Agence web
- Bureau d'études
- Maître d'œuvre en bâtiments
- Coiffeur
- Moyennes surfaces
- Maraîchers

## Culture locale et patrimoine

### Lieux et monuments
- Château de Lampinet de Navenne : Ancien château seigneurial : salon Louis XVI et bibliothèque et leur décor de boiseries.
- Château de Graisse XIXe siècle.
- Église, de 1783 : 2 petites consoles Louis XV, l’entrée de cette église donne côté est.
- Cimetière militaire de Navenne
- Plateau de Cita
- Monument aux morts ;
- Stadium ;
- Tessons du Hallstattien final camp de Cita ;
- Square Vivaldi.

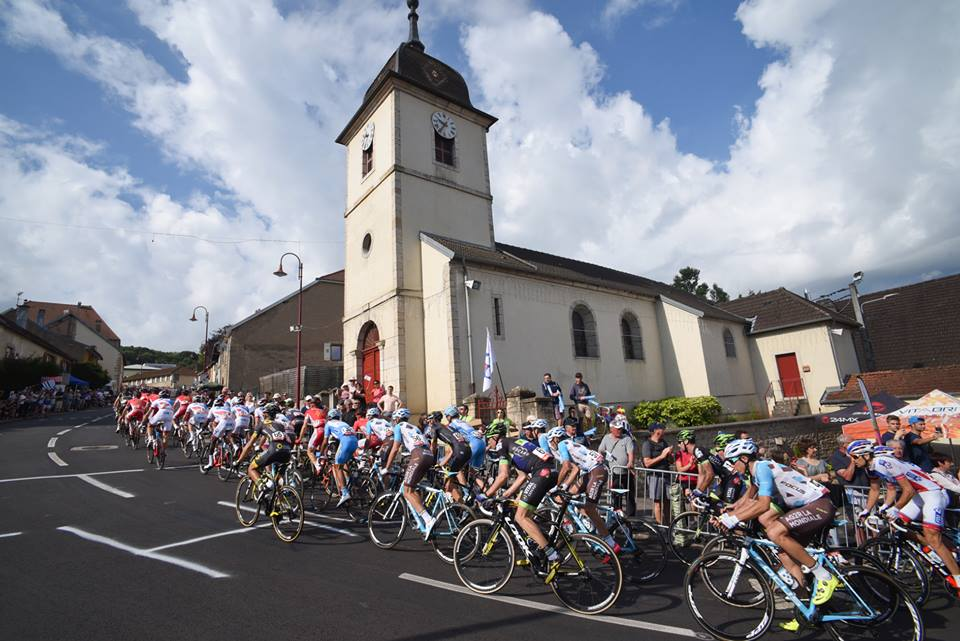
Église de Navenne.
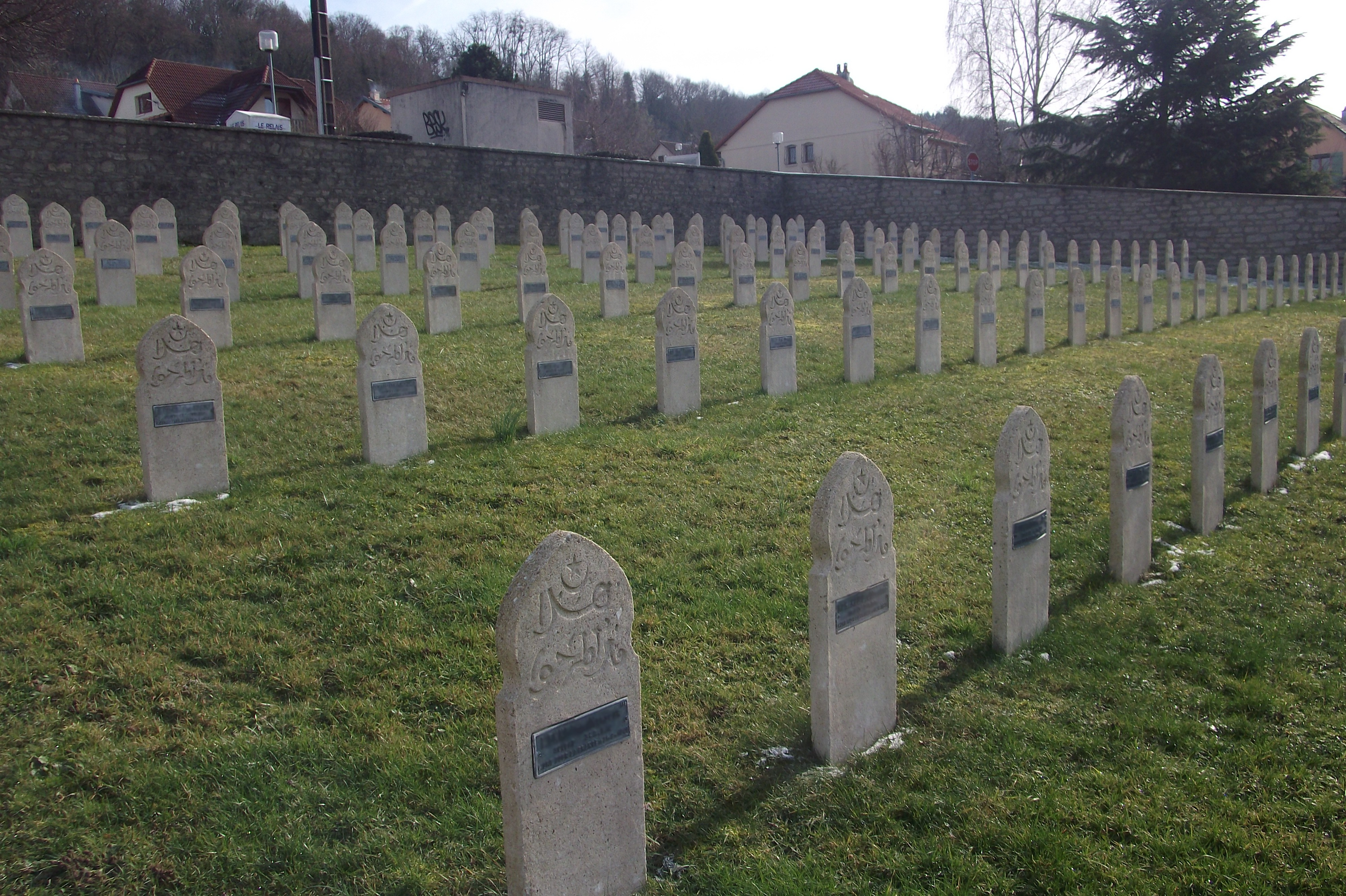
Tombes musulmanes du cimetière militaire de Navenne.
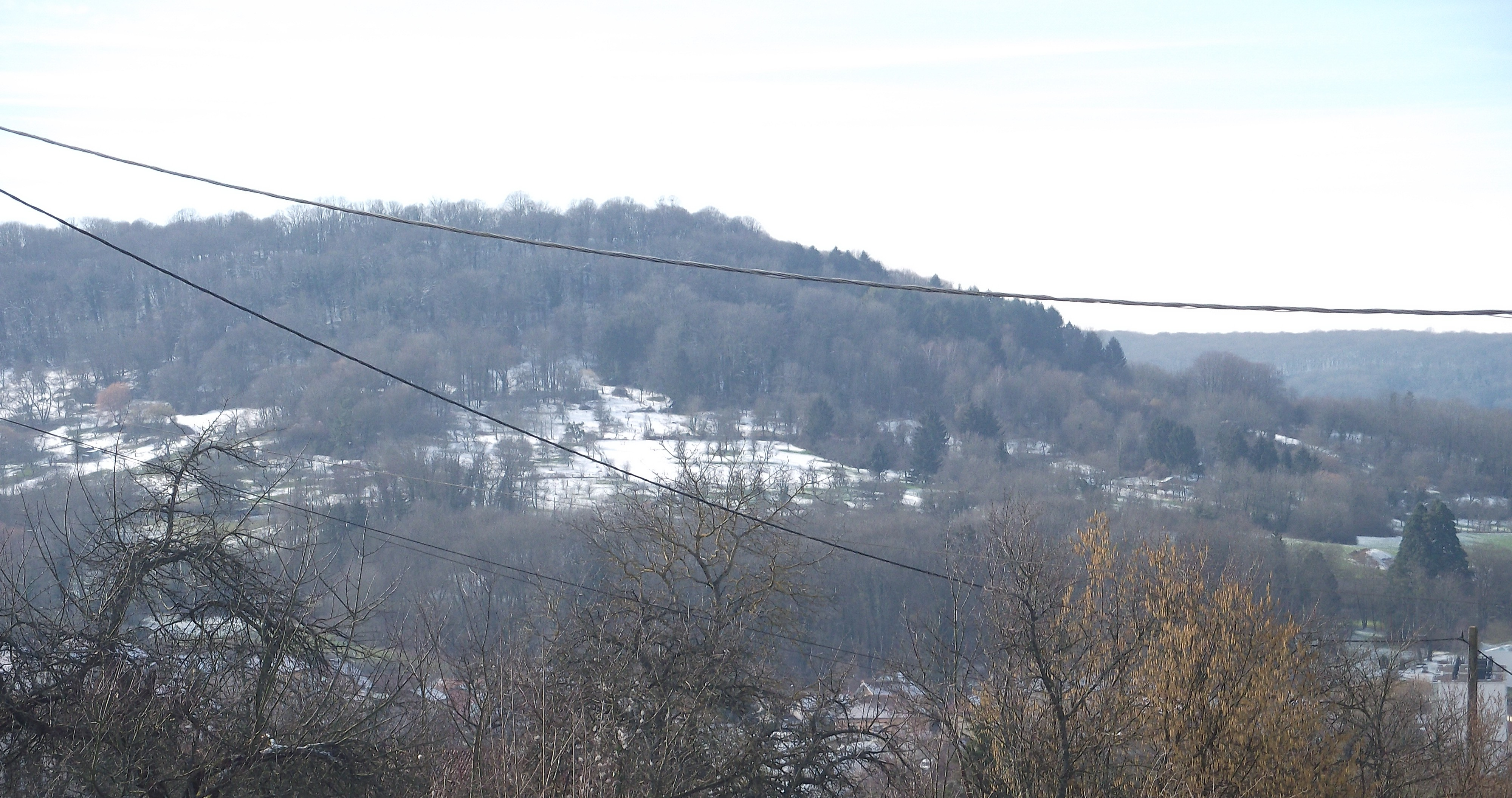
Le plateau de Cita.

### Personnalités liées à la commune

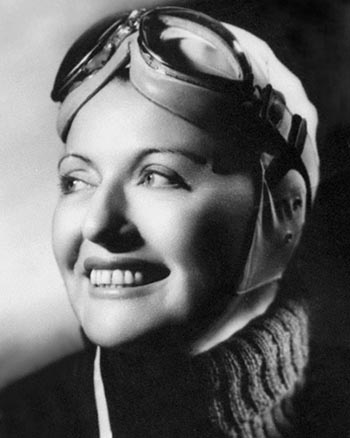
Suzanne Melk.

- Suzanne Melk, pionnière de l'aviation féminine en France et chevalier de la légion d'honneur, passa toute son enfance à Navenne.
- Julien Casoli, né le 5 juillet 1982 à Navenne, est un athlète paralympique, médaillé de bronze aux Jeux paralympiques de Pékin (2008), médaillé d'or aux championnats du monde 2010 et chevalier de l'ordre national du Mérite.
- Georges Cogniot, écrivain, philosophe et homme politique, cultiva la vigne sur les terres de Navenne.
- André Hammel, résistant qui habita à Navenne[réf. nécessaire].
- Jean-Baptiste Estoup, sténographe né à Navenne.
- Maurice de Courson de La Villeneuve, général français enterré à Navenne

### Héraldique
| Blason de Navenne | Blason  | D'azur au lion d'or armé et lampassé de gueules, tenant dans ses pattes un encensoir d'argent et senestré d'un cœur du troisième*.    |
| Blason de Navenne | Détails | * Il y a là non-respect de la règle de contrariété des couleurs : ces armes sont fautives (gueules sur azur, interdit en héraldique). |